# Мельничук Дмитро Олександрович
Мельничук Дмитро Олександрович (нар. 5 листопада 1986 року, м. Дунаївці, Хмельницької області) — український футболіст, екс-захисник «Буковини» (Чернівці). Кандидат в майстри спорту України по футболу.

## Спортивна біографія
Дмитро Мельничук розпочав займатися футболом у СДЮСШ «Буковина» під керівництвом Дмитра Федоровича Гордея. Під керівництвом Дмитра Федоровича став переможцем дитячо-юнацької першості України (перша ліга). У складі команди Чернівецького національного університету (тренер — Микола Осадець) Мельничук перемагав на представницьких всеукраїнських змаганнях. 

У 2004 році Дмитро здобув місце в основному складі «Буковини». Останній матч у лавах чернівецької команди зіграв наприкінці сезону — 2007/2008.
Виступав на позиції захисника. В чемпіонатах України (всі ліги) провів 131 матч, забив 3 м'ячі. В Кубку України провів 2 гри.

## Титули та досягнення
- Призер Чемпіонату України серед вищих навчальних закладів: 2004 рік.

## Особисте життя
Мешкає в Нижньому Новгороді, часто навідується до рідної домівки в Чернівцях, де живуть батьки: Олександр Миколайович та Лариса Василівна.
Одружений. Разом з дружиною Юлею виховують доньку Мілану (2009 р. н.).